# منتخب أوغندا لسباعيات الرغبي
منتخب أوغندا لسباعيات الرغبي (بالإنجليزية: Uganda national rugby sevens team)‏ هو ممثل أوغندا الرسمي في المنافسات الدولية في سباعيات الرغبي
.  جاء ظهور أوغندا الوحيد في كأس العالم للسباعيات في عام 2018 ، عندما هزمت أوغندا زيمبابوي والأوروغواي لتحتل المركز التاسع عشر.

## تشكيلة المنتخب

### قائمة اللاعبين
- فيليب ووكوراتش
- إسحاق ماسانجانزيرا
- ليفيس أوسين
- إيان مونياني
- آرون أوفويورث
- سليمان اوكيا
- أدريان كاسيتو
- إيان مونياني
- ميشيل أوكوراتش
- نوبيرت أوكيني
- وليام نكور
- ديزاير ايرا